# Mimmo Mancini
Mimmo Mancini est un acteur italien né le 18 mai 1960 à Bitonto dans les Pouilles.

## Filmographie

### Acteur

#### Cinéma
- 1988 : Gli invisibli
- 1990 : Les Garçons de la rue : un agent de GDF
- 1995 : Coup de lune : Filippo
- 1995 : Mon capitaine, un homme d'honneur : Maresciallo Carabinieri
- 1996 : Sul mare luccia
- 1997 : Altri uomini : Braz Vlacic
- 1997 : Intolérance
- 1998 : Ospiti : le gardien du cimetière
- 1999 : A domani
- 2000 : La capa gira : Nino Carrarmato
- 2002 : Un Aldo qualunque
- 2004 : Il tramite : Ian
- 2004 : Zinanà
- 2005 : Al mare
- 2006 : Le Caïman : Allenatore
- 2007 : Il segreto di Rahil : Mimmo
- 2009 : Direzione obbligatoria
- 2011 : Faccio un salto all'Avana
- 2012 : Erogatore 3 : un client de prostituée
- 2014 : Amici come noi : Strozzino
- 2014 : Ameluk : Mario Mezzasoma
- 2015 : Loro chi? : Don Ferrante
- 2018 : L'eroe : Directeur Rotocalco
- 2019 : Gli uomini d'oro : Vittorio Bodini
- 2021 : Mad Dog
- 2021 : Anima bella
- 2021 : House of Gucci : le portier de la galerie
- 2022 : L'amore ti salva sempre
- 2022 : Arnoldo Mondadori
- 2023 : La Tresse : le père de Giulia
- 2023 : L'altra via : Sandro

#### Télévision
- 1988 : Sapore di gloria (1 épisode)
- 1992 : Pronto soccorso : Morsetti (4 épisodes)
- 2001 : Un sacré détective : Nico Caronna (1 épisode)
- 2002 : La guerre est terminée
- 2004 : La stagione dei delitti : Ettore Volterra (4 épisodes)
- 2008 : Il maresciallo Rocca e l'amico d'infanzia : Lorenzo Baffi (2 épisodes)
- 2009 : Le Cavalier dans l'ombre : Vincenzo
- 2009 : Nebbie e delitti : Giannino Alfarano (1 épisode)
- 2011 : Les Mystères de Salento : Andrea Pilati
- 2019 : Imma Tataranni: Substitut du Procureur (1 épisode)
- 2020-2021 : Fratelli Caputo : Sénateur Valenti (4 épisodes)
- 2022 : Rinascere : Professeur Carpi

### Réalisateur
- 1996 : Sul mare luccica
- 1997 : Intolérance
- 2009 : Direzione obbligatoria
- 2014 : Ameluk